# The 100
The 100 és una sèrie de televisió nord-americana de ciència-ficció i drama americana que es va estrenar a The CW durant la temporada 2013-14 de televisió americana. La sèrie està basada en un llibre homònim, el primer en una trilogia de Kass Morgan, i desenvolupada per Jason Rothernberg. Es va estrenar el dimecres 19 de març de 2014. El 7 de maig de 2018 The CW va anunciar la renovació de la sèrie per una sisena temporada.
La sèrie segueix un grup de supervivents en el posapocalípsi, principalment un grup d'adolescents criminals, inclosos Clarke Griffin (Eliza Taylor), Finn Collins (Thomas McDonell), Bellamy Blake (Bob Morley), Octavia Blake (Marie Avgeropoulos), Jasper Jordan (Devon Bostick), Monty Green (Christopher Larkin), Raven Reyes (Lindsey Morgan), Wells Jaha (Eli Goree), John Murphy (Richard Harmon). Es troben entre les primeres persones d'un hàbitat espacial, l'Arca, en tornar a la Terra després d'un devastador apocalipsi nuclear. Altres personatges principals inclouen a la Dra. Abby Griffin (Paige Turco), la mare de Clarke; Marcus Kane (Henry Ian Cusick), un membre del consell a lArca; i Thelonious Jaha (Isaiah Washington), canceller de lArca i pare de Wells.
A l'abril de 2019, la sèrie va ser renovada per una setena i última temporada, de 16 episodis, que es va estrenar el 20 de maig de 2020 i va finalitzar el 30 de setembre de 2020.

## Argument

### Primera temporada
Fa noranta-set anys, la Terra va ser destruïda per una guerra nuclear. Només quatre-centes persones van aconseguir salvar-se en dotze naus que van ser enviades a l'espai. En el present, les dotze naus estan connectades amb una sola trucada, l'Arca, que ha vist incrementar la seva població a gairebé quatre mil persones, el que ha derivat en l'escassetat d'aliments. Les autoritats de l'Arca han pres mesures com el control de natalitat i la pena de mort per garantir la seva supervivència. En secret, han enviat a un grup de cent joves delinqüents a la Terra per esbrinar si el planeta és habitable novament. Per als nois és un planeta totalment desconegut i han de deixar de banda les seves diferències per enfrontar els perills i assegurar la supervivència de l'espècie humana i la d'ells mateixos.

### Segona temporada
Clarke, Finn, Raven i Bellamy lluiten per rescatar els quaranta-set nois que continuen a Monte Weather abans que siguin drenats per tractar les malalties dels habitants de la muntanya. Abby, Kane i Jaha intenten mantenir a la seva gent unida i trobar més supervivents de la resta de les naus. Els dos grups han enfrontar-se als homes de la muntanya, qui interfereixen sobre comunicacions i els ataquen amb perilloses i tòxiques armes; així com als terrestres, la líder dels quals clama venjança per la massacre dels habitants d'una tribu a mans de Finn, de manera que la Clarke ha de prendre una dolorosa decisió.

### Tercera temporada
Els habitants d'Arkadia, dirigits per Abby, es mantenen en pau amb els terrestres, dirigits per Lexa, mentre busquen a altres supervivents de l'Arca. Mentrestant, l'equilibri de forces dels clans terrestres penja d'un fil des que la comandant Lexa fes un tracte amb la Muntanya Weather, que és titllat de mostra de debilitat i li ha fet perdre la confiança del clan de la Nació del Gel. Clarke, que després del succeït a la Muntanya Weather ha deixat a la seva gent, ara és coneguda amb el nom de Wanheda i és buscada per les diferents tribus terrestres que pretenen assassinar-la i així obtenir la seva força. Mentrestant, Jaha, fart de patir els atacs dels seus companys, va a la recerca de la Ciutat de Llum. Allà l'espera una persona anomenada Alie la qual li ofereix uns xips amb què la gent podrà viure en pau a la ciutat. Encara que sempre hi ha gent que està en contra. Clarke, Bellamy, Monty, Raven i Octavia lluiten a contrarellotge per aturar i destruir a Alie.

### Quarta temporada
La celebració per la derrota d'A.L.I.E. dura poc quan Clarke revela que d'aquí a sis mesos les plantes nuclears restants estaran a punt de col·lapsar i, per tant, l'explosió exterminaria la vida al planeta, sent aquest esdeveniment conegut com a Praimfaya. Mentrestant, la Nació de Gel busca prendre Polis i exterminar als habitants d'Arkadia, ja que creu que ells són els responsables de la destrucció causada. Clarke aconsegueix que Arkadia sigui reconeguda com el tretzè clan i la recerca per trobar mitjans per sobreviure al segon apocalipsi nuclear comença. Després de descobrir que els Sangreoscura poden metabolitzar la radiació amb major eficàcia, els Skaikru comencen a crear un sèrum que permetrà sobreviure a tots, però, Abby destrueix la càmera de proves per radiació. Jaha i els seus seguidors troben un búnquer que podria albergar a mil dues-centes persones, però 364 persones del cel són sacrificades perquè els terrestres puguin sobreviure. En arribar l'esdeveniment catastròfic, Bellamy, Monty, Raven, John, Harper, Emori i Echo aborden un coet que els portarà de tornada a l'espai, però, Clarke ha de sacrificar-se per fer operar un satèl·lit que enviarà un senyal d'auxili. Finalment, sis anys i set dies després de Praimfaya, Clarke i una nena, anomenada Madi, es converteixen en les úniques supervivents, els qui són testimonis de l'arribada d'una nau a la Terra sota el nom Corporació Eligius.

### Cinquena temporada
Han passat sis anys des que Bellamy, Monty, Raven, Murphy, Harper, Emori i Echo van abandonar la terra, tornant a l'Arca, i deixant a Clarke a la terra. Ells creien que Clarke era morta a causa del Praimfaya, però la sang negra va fer efecte i va poder vèncer la radiació. En l'Arca, encara no han trobat la manera de baixar a la terra, en canvi; Octavia, Abby, Marcus, Jaha i Indra, al costat de les 1.200 persones refugiades al búnquer, no van trobar la manera de pujar a la terra. Clarke coneix a Madi, amb qui manté una relació molt propera i un nou enemic més poderós arriba a la vall, amb la intenció d'apropiar-se d'ell.
Després d'haver-se format diverses aliances; Wonkru finalment té el passi assegurat a l'Eden, però McCreary destrueix la vall, llançant-hi una bomba de Hitolidio. Tots han d'abandonar la terra, que és destruïda per tercera vegada i de forma definitiva. Els supervivents (Spacekru, Wonkru i Eligius IV) es fiquen en somni criogènic, excepte Monty i Harper; qui envelleixen i tenen un fill, anomenat "Jordan Green", en honor de Jasper. Monty va descobrir que Eligius III no era una missió minera, sinó que era una missió que buscava planetes habitables, i ja que ara la terra és morta; 125 anys després, Clarke i els seus amics s'hauran d'enfrontar a nous perills en un nou planeta de dos sols.

### Sisena temporada
Després de 125 anys en criosomni, Clarke, Bellamy i els altres es desperten per descobrir que ja no estan orbitant la Terra i han estat portats a un nou planeta habitable, Alfa, també conegut com Sanctum. Després d'aterrar a aquest planeta, descobreixen una nova societat, liderada per famílies governants conegudes com els Originals. També descobreixen nous perills en aquest nou planeta, i un misteriós grup rebel, conegut com els Fills de Gabriel, així com la misteriosa Anomalia. Clarke cau víctima dels Originals i acaba en una batalla amb una pel control del seu cos, una lluita que finalment guanya. La temporada acaba amb la mort de la majoria dels Originals però també amb la pèrdua d'Abby Griffin i Marcus Kane. Al llarg de la temporada, Madi és perseguida a la Flama per l'esperit del Comandant Fosc, un malvat líder dels terrestres que va governar quan Indra era una nena. Per salvar Madi, Raven es veu obligada a destruir la Flama, però el Comandant Fosc escapa.

### Setena temporada
Troba els habitants de Sanctum tractant de trobar una manera de viure junts en pau, després de les seqüeles dels esdeveniments de la temporada anterior, mentre lluiten contra el Comandant Fosc ressuscitat. Alhora, Clarke i altres entren en conflicte amb els misteriosos Deixebles, humans d'un altre planeta que estan convençuts que Clarke té la clau per guanyar l'última guerra que s'acosta. La temporada també explora la misteriosa Anomalia introduïda a la sisena temporada, ara identificada com un forat de cucque uneix sis planetes, un dels quals la Terra regenerada, entre si. Després de desaparèixer i ser cregut mort durant un temps, Bellamy torna, però es converteix a la causa dels Deixebles, cosa que finalment porta a la seva mort a mans de Clarke. Al final de la sèrie, el Comandant Fosc és assassinat permanentment per Indra i la humanitat aconsegueix la Transcendència, a part de Clarke que va cometre un assassinat durant la prova. Clarke torna a la Terra on els seus amics supervivents i el nou nuvi d'Octavia, Levitt, decideixen unir-s'hi per a una nova vida pacífica, encara que Madi va triar quedar-se Transcendida.

## Personatges
| Eliza Taylor       | Clarke Griffin         | Principal | Principal | Principal | Principal | Principal | Principal | Principal |           |           |           |           |
| Paige Turco        | Abigail "Abby" Griffin | Principal | Principal | Principal | Principal | Principal | Principal | Principal |           |           |           |           |
| Thomas McDonell    | Finn Collins           | Principal | Principal |           |           |           |           |           |           |           |           |           |
| Eli Goree          | Wells Jaha             | Principal | Convidat  |           |           |           |           |           |           |           |           |           |
| Marie Avgeropoulos | Octavia Blake          | Principal | Principal | Principal | Principal | Principal | Principal | Principal |           |           |           |           |
| Bob Morley         | Bellamy Blake          | Principal | Principal | Principal | Principal | Principal | Principal | Principal |           |           |           |           |
| Kelly Hu           | Callie "Cece" Cartwig  | Principal |           |           |           |           |           |           |           |           |           |           |
| Christopher Larkin | Monty Green            | Principal | Principal | Principal | Principal | Principal |           |           |           |           |           |           |
| Devon Bostick      | Jasper Jordan          | Principal | Principal | Principal | Principal |           |           |           |           |           |           |           |
| Isaiah Washington  | Thelonious Jaha        | Principal | Principal | Principal | Principal | Principal |           |           |           |           |           |           |
| Henry Ian Cusick   | Marcus Kane            | Principal | Principal | Principal | Principal | Principal | Principal | Principal |           |           |           |           |
| Adina Porter       | Indra                  |           | Principal | Principal | Principal | Principal | Principal | Principal | Principal |           |           |           |
| Lindsey Morgan     | Raven Reyes            | Recurrent | Principal | Principal | Principal | Principal | Principal | Principal |           |           |           |           |
| Ricky Whittle      | Lincoln                | Recurrent | Principal | Principal |           |           |           |           |           |           |           |           |
| Richard Harmon     | John Murphy            | Recurrent | Recurrent | Principal | Principal | Principal | Principal | Principal |           |           |           |           |
| Zach McGowan       | Roan                   |           |           | Recurrent | Principal |           |           |           |           |           |           |           |
| Tasya Teles        | Echo/ Ash              |           | Convidat  | Convidat  | Recurrent | Principal | Principal | Principal |           |           |           |           |
| Shannon Kook       | Jordan Green           |           |           |           |           | Principal | Principal | Principal | Principal | Principal | Principal |           |
| JR Bourne          | Russell Lightbourne    |           |           |           |           |           | Principal | Principal | Principal | Principal | Principal | Principal |
| Chuku Modu         | Dr. Gabriel Santiago   |           |           |           |           |           | Principal | Principal | Principal | Principal | Principal | Principal |
| Shelby Flannery    | Hope Diyoza            |           |           |           |           |           | Principal | Principal | Principal | Principal | Principal | Principal |

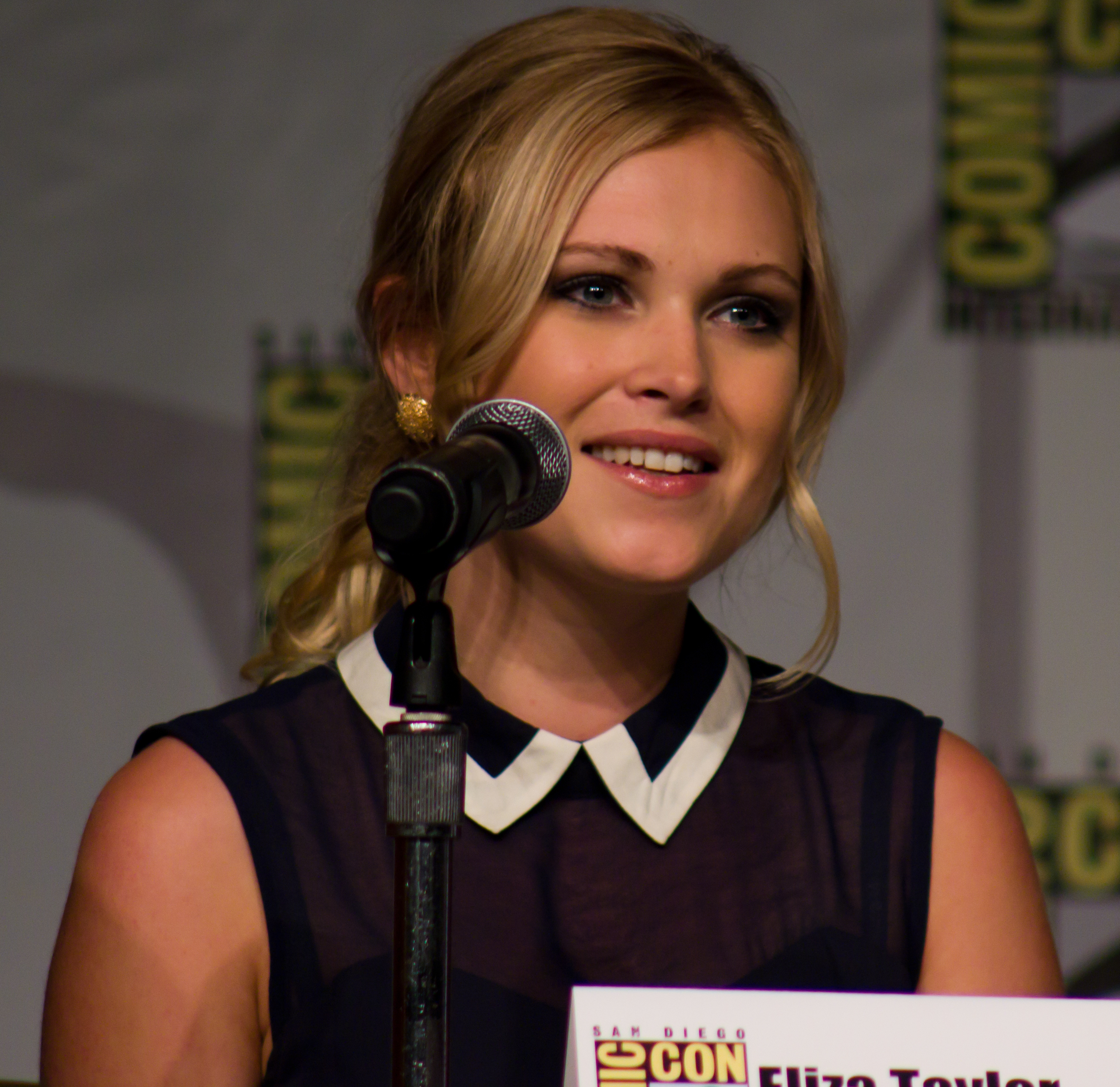
Eliza Taylor
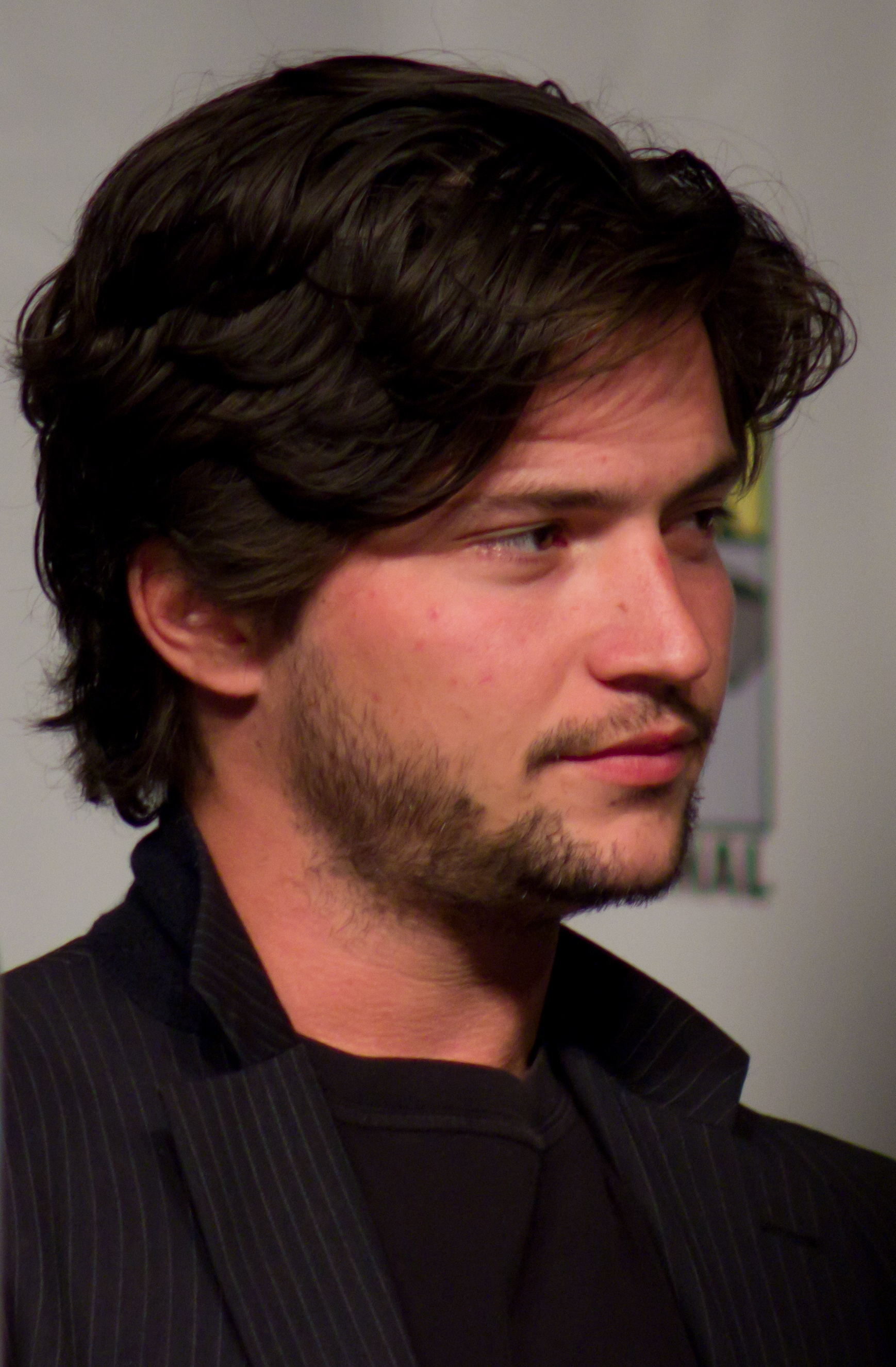
Thomas McDonell
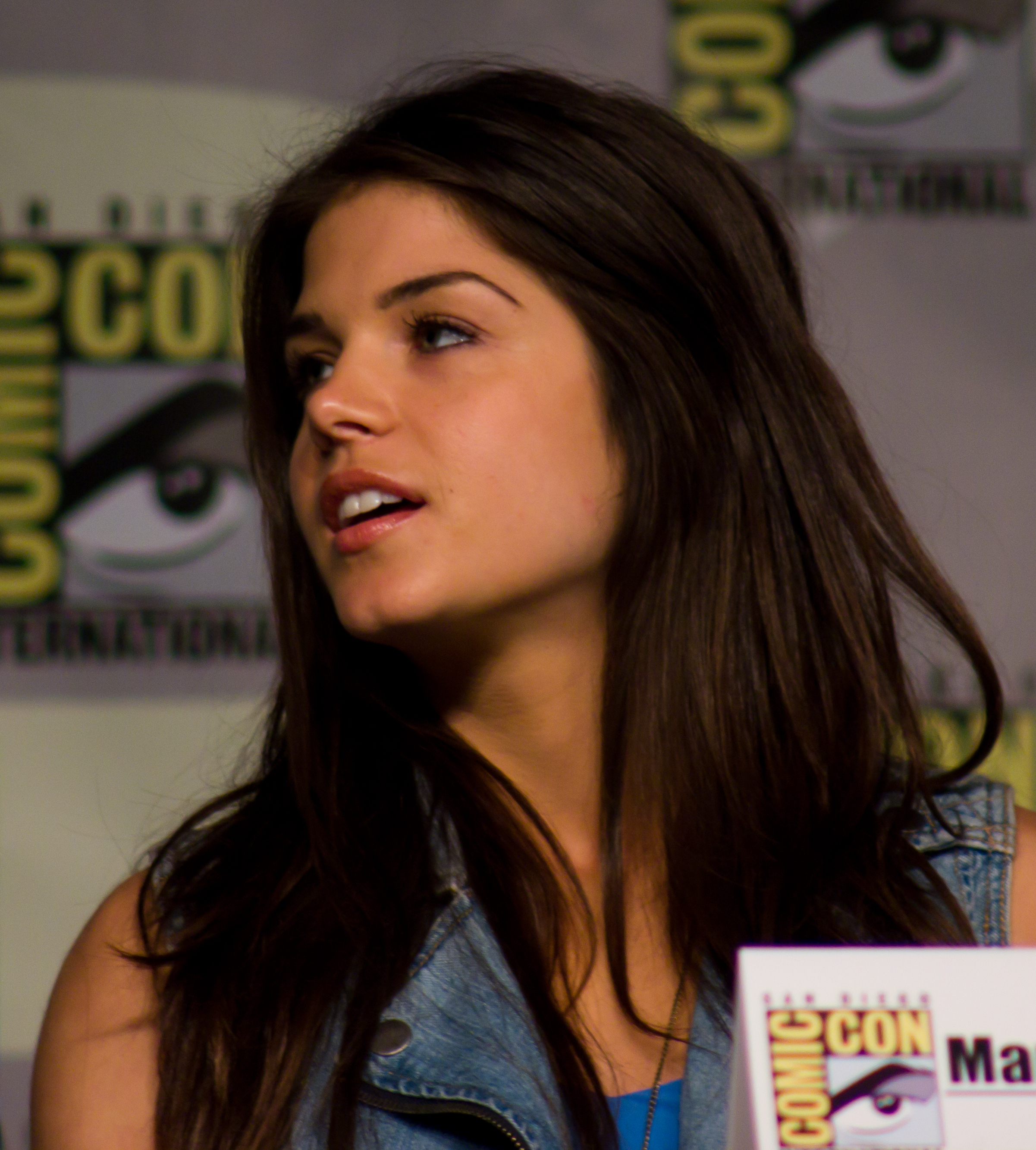
Marie Avgeropoulos
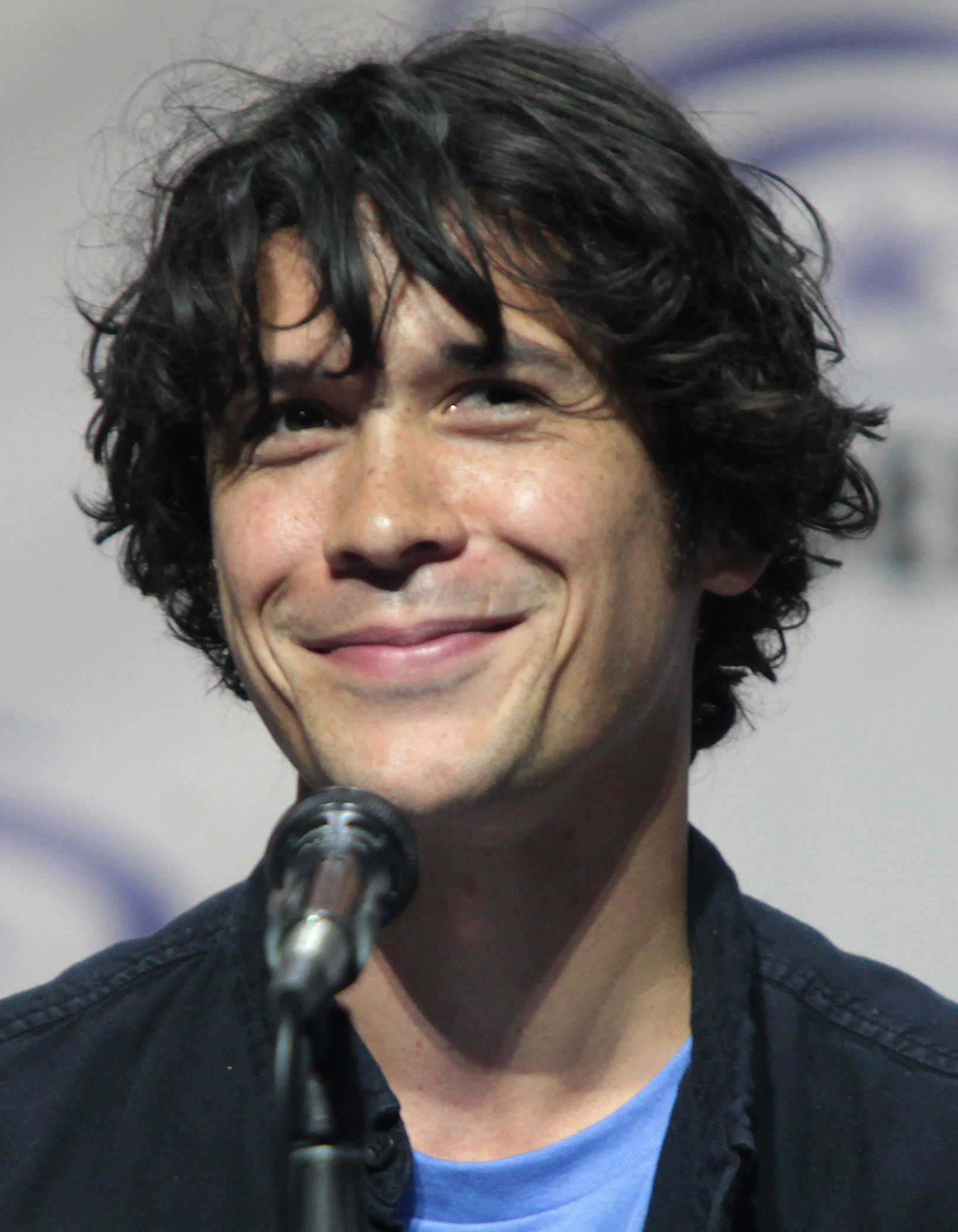
Bobby Morley
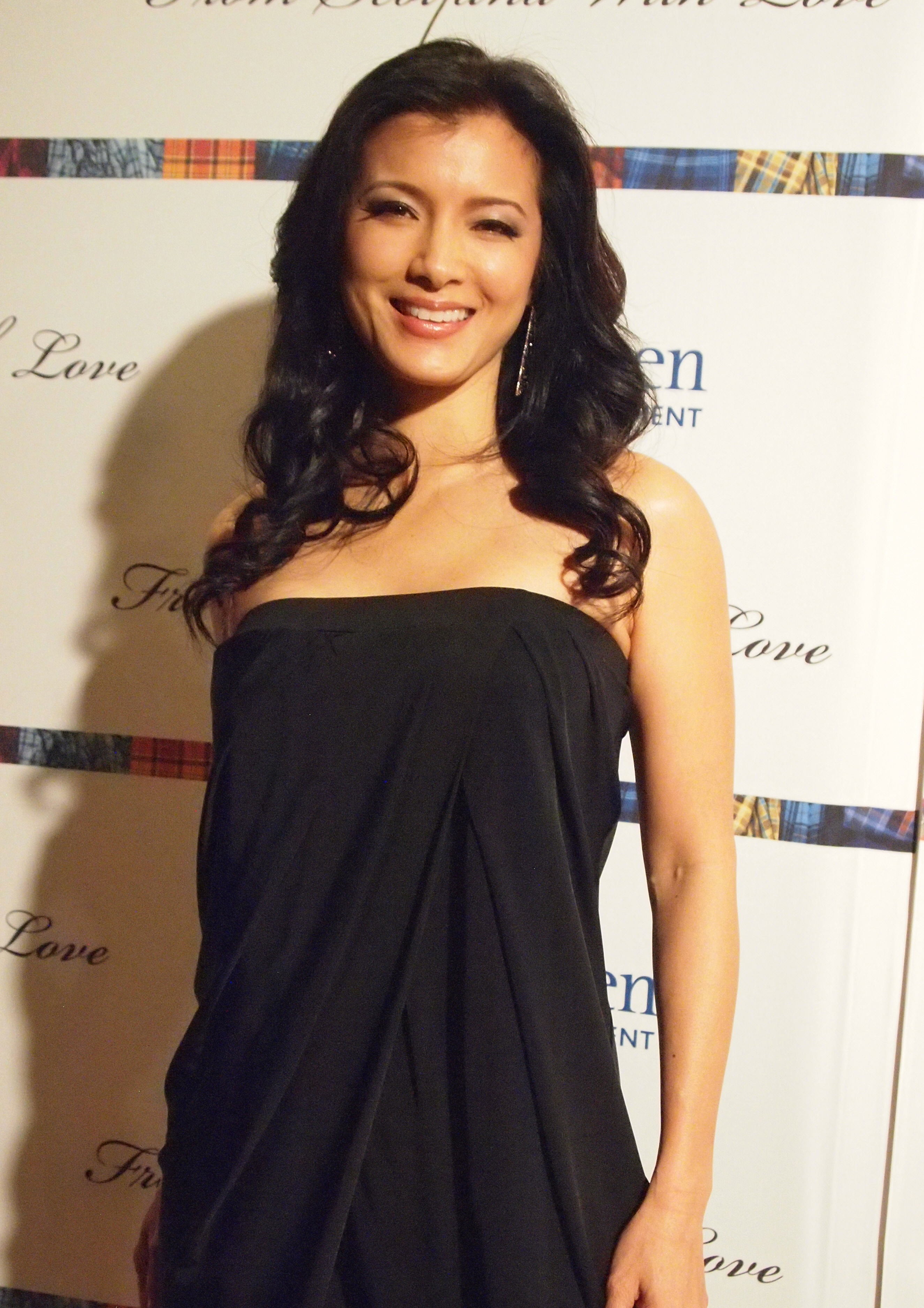
Kelly Hu
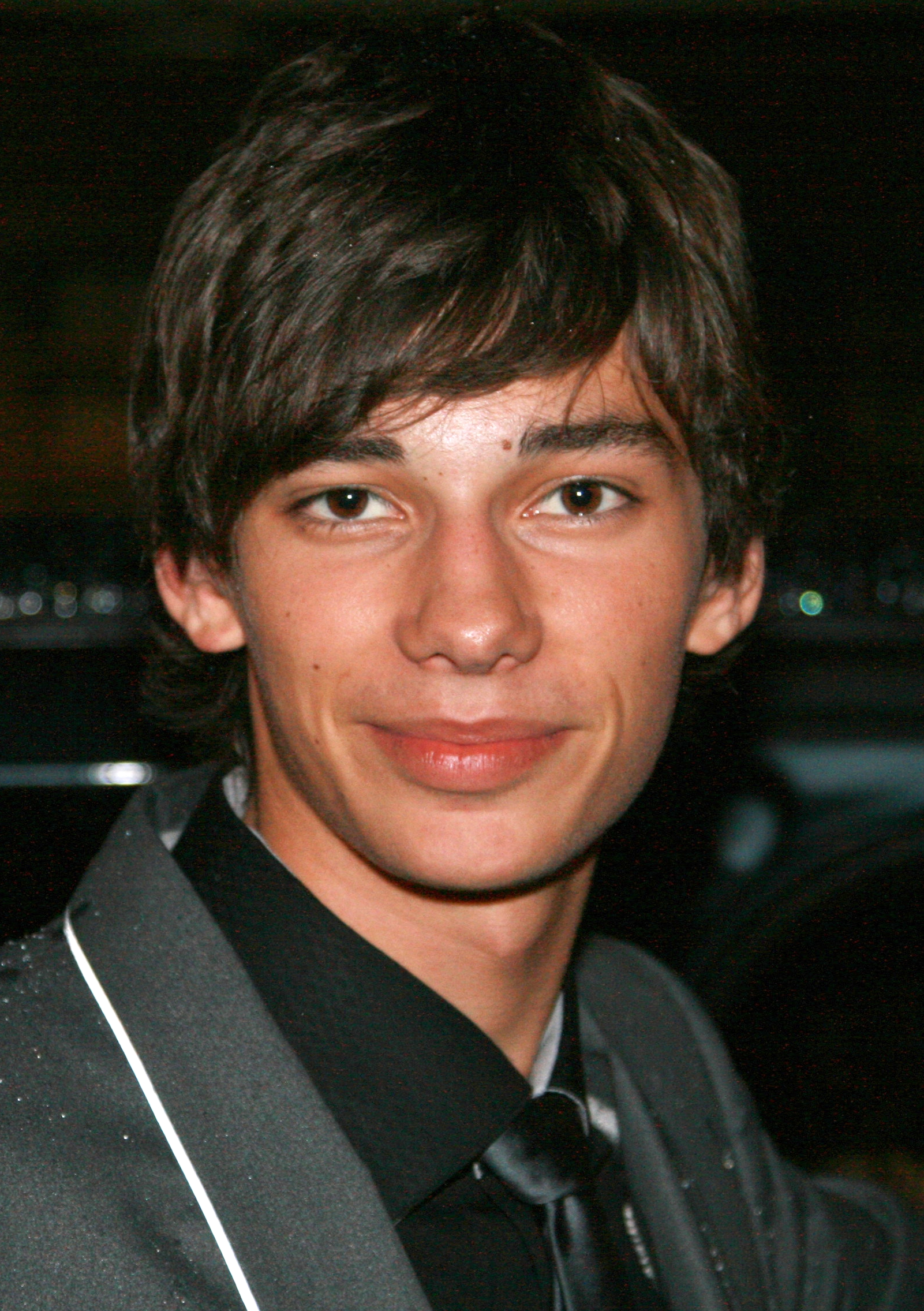
Devon Bostick
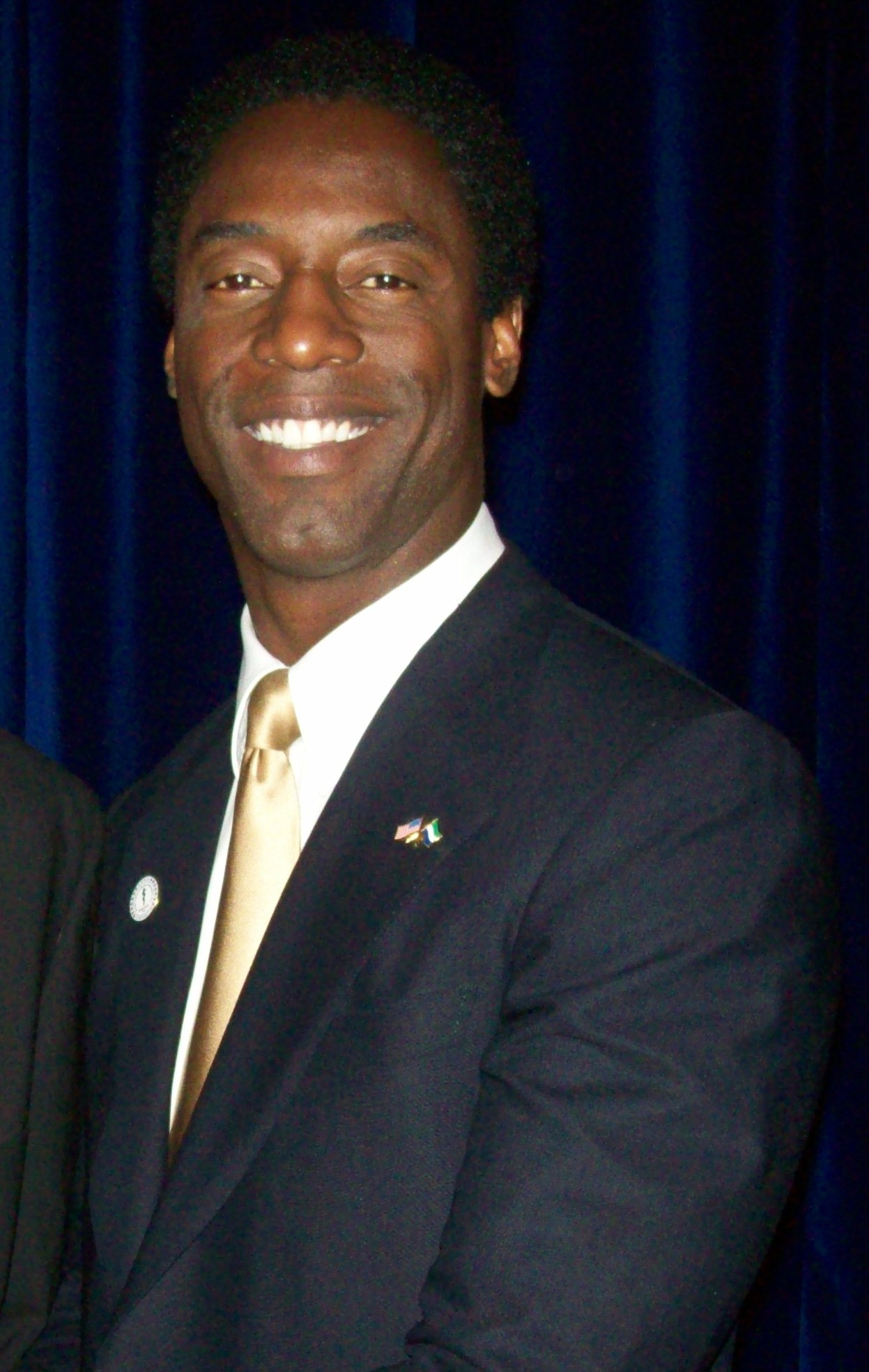
Isaiah Washington

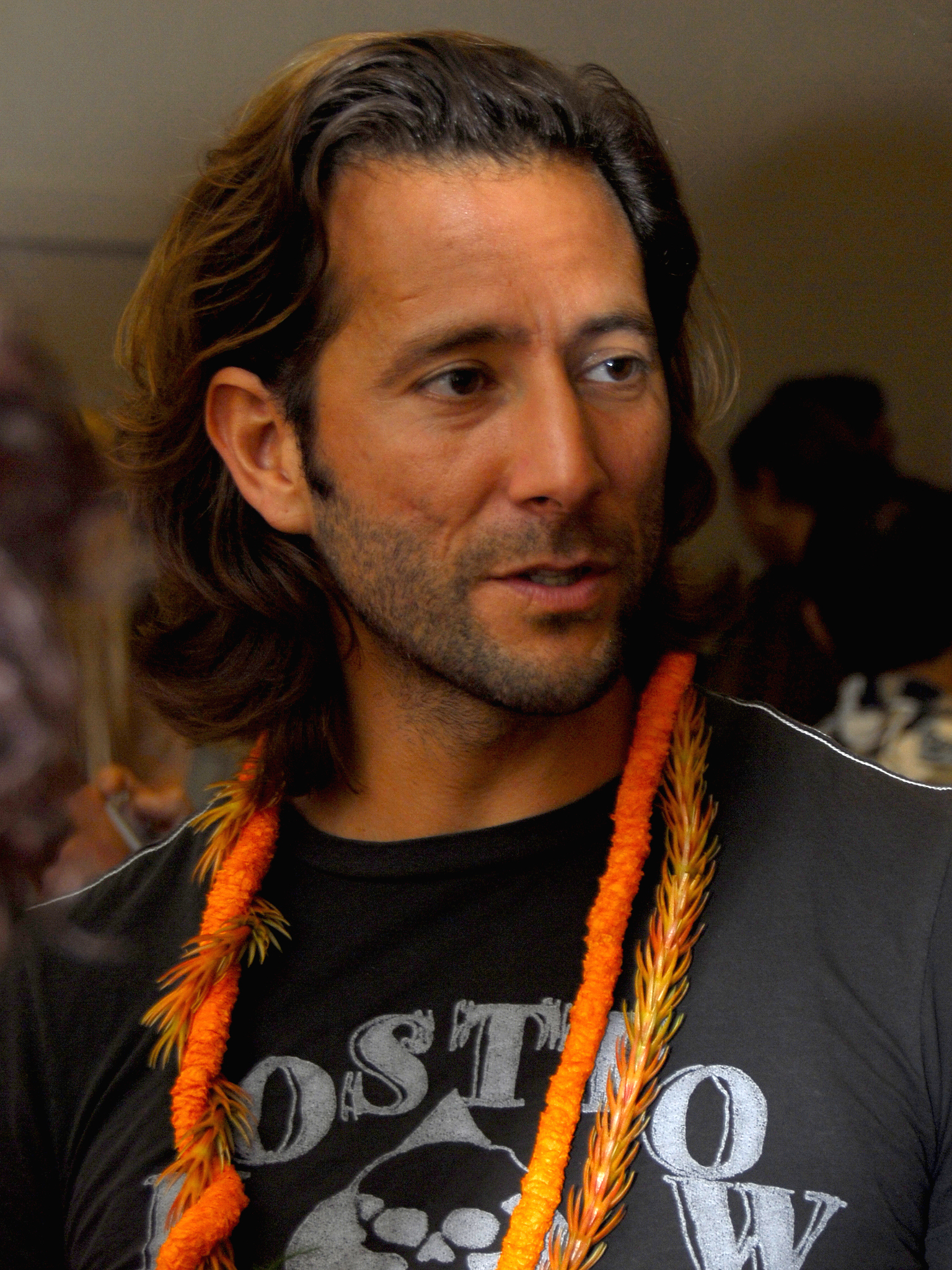
Henry Ian Cusick
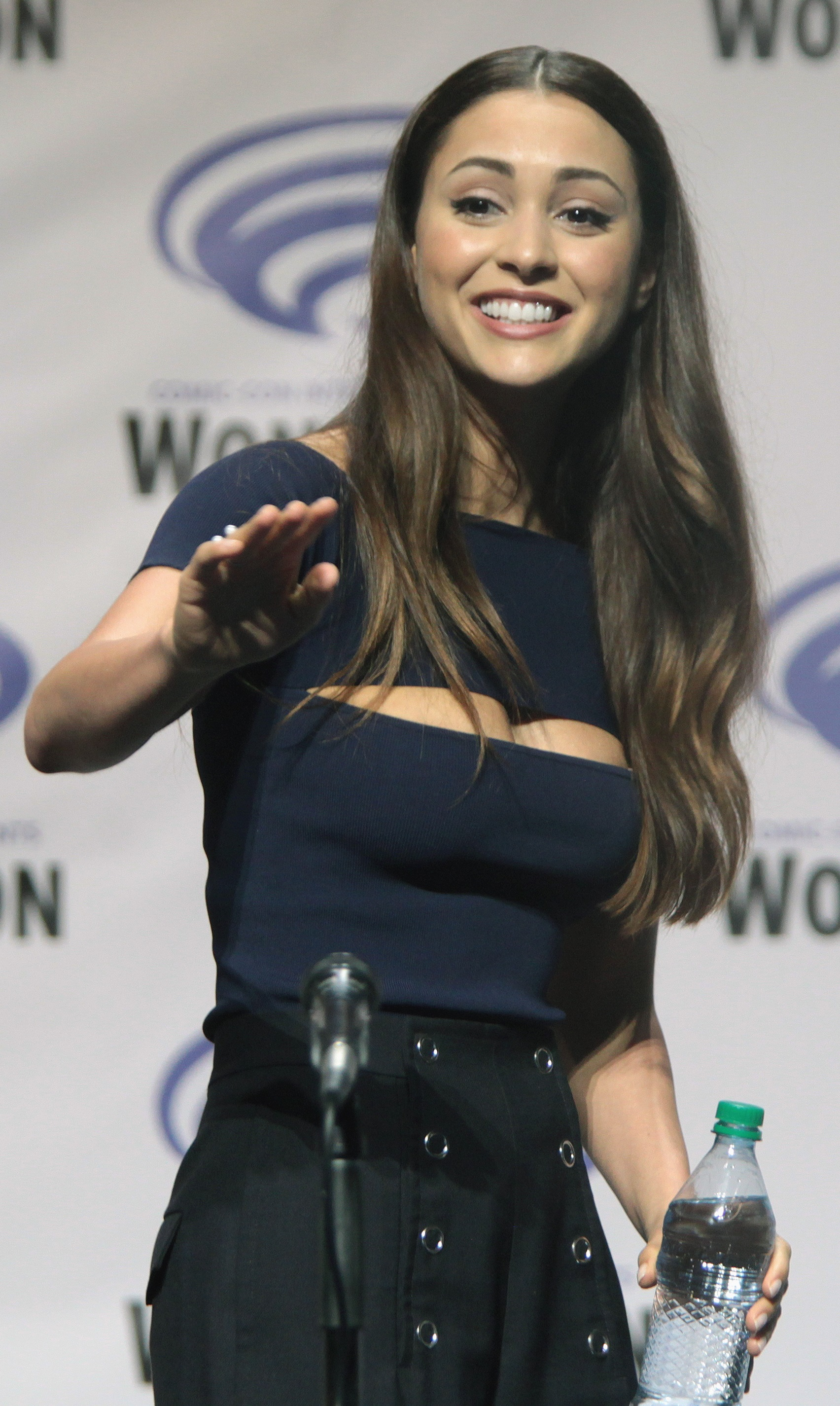
Lindsey Morgan
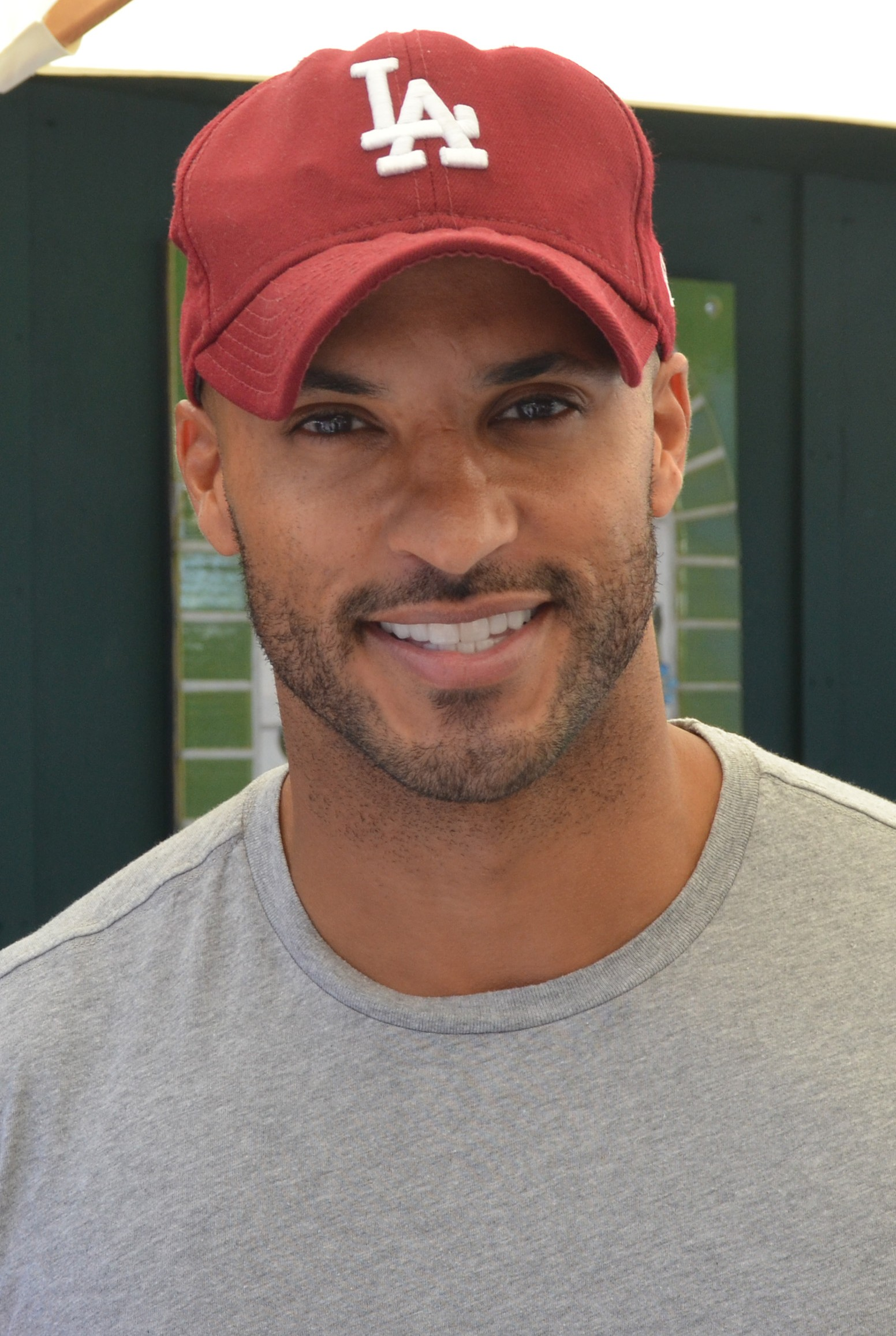
Ricky Whittle
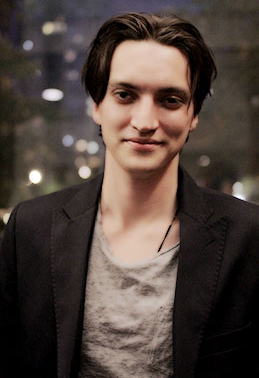
Richard Harmon
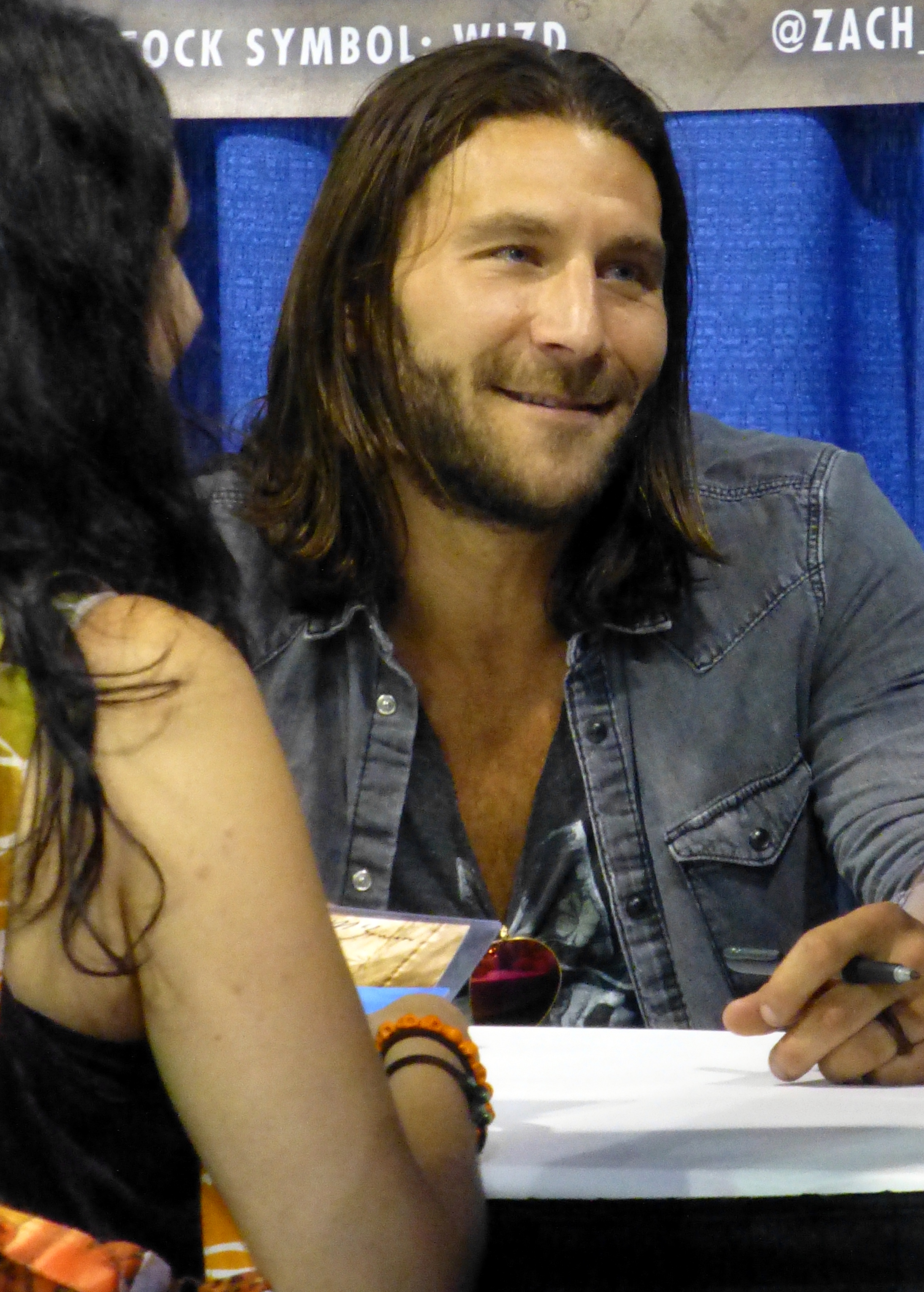
Zach McGowan
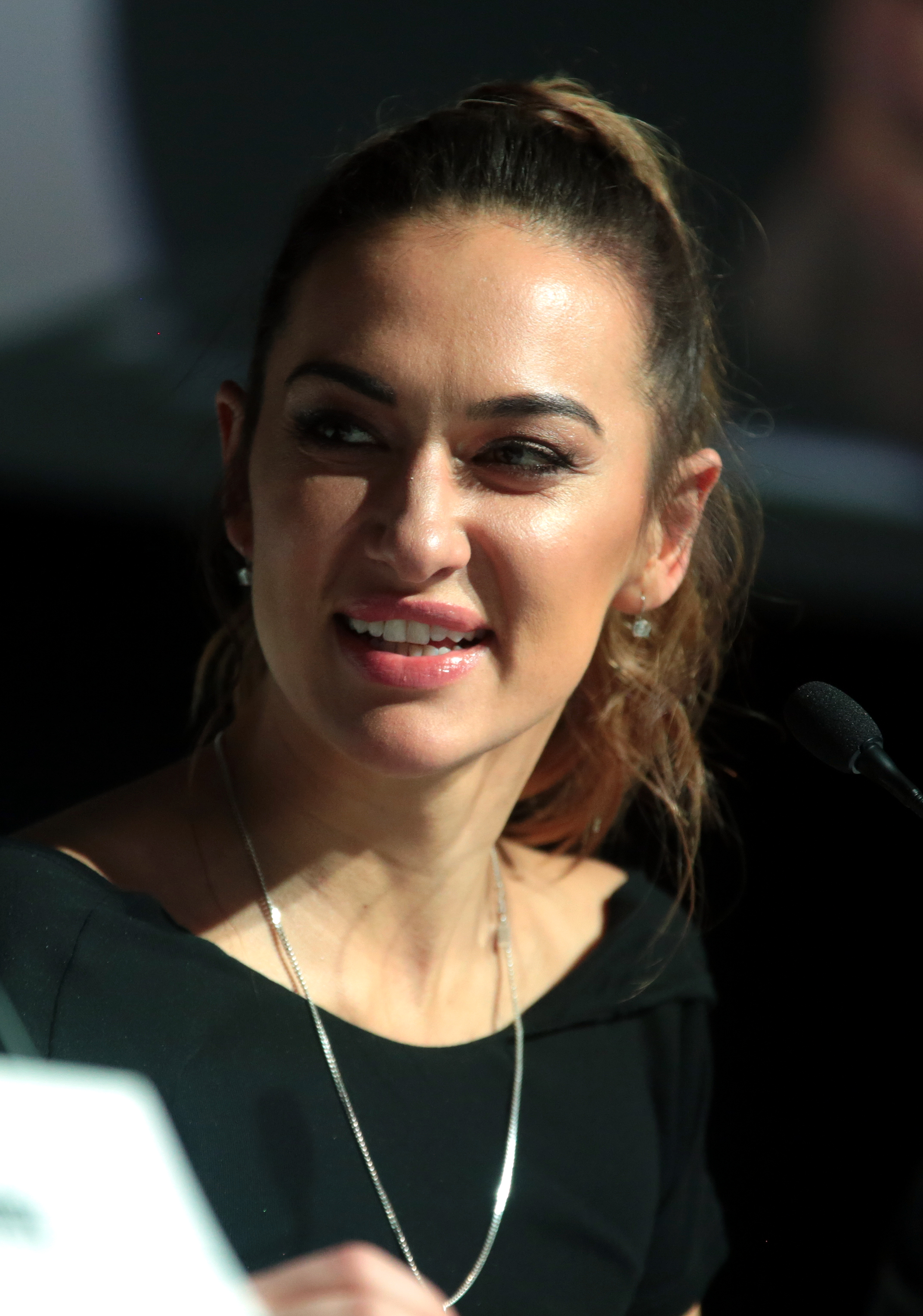
Tasya Teles

## Producció

### Desenvolupament
El gener de 2013, The CW va anunciar que va ordenar la realització d'un pilot basat en el llibre de Kass Morgan, The 100. El 9 de maig, va ser anunciat que la cadena recolliria el pilot per desenvolupar una sèrie per a la temporada 2013-2014. Finalment, el 12 de juny va ser revelat que l'estrena de la sèrie seria relegat per a la meitat de la temporada.
El 8 de maig de 2014, The CW va anunciar la renovació de la sèrie per a una segona temporada, que va ser estrenada el 22 d'octubre de 2014 i consta de 16 episodis. L'11 de gener de 2015, la sèrie va ser renovada per a una tercera temporada, que va ser estrenada el 21 de gener de 2016. L'11 de març de 2016, The CW va renovar la sèrie per a una quarta temporada, que va ser estrenada l'1 de febrer de 2017. El 10 de març de 2017, The CW va renovar la sèrie per a una cinquena temporada, que consta de tretze episodis i es va estrenar el 24 d'abril de 2018.
Els treballs de postproducció, inclòs el registre ADR per a la sèrie, es van realitzar a l'estudi de gravació Cherry Beach Sound. David J. Peterson, que va crear les llengües Dothraki i Valyrienne per a *Game of Thrones*, va desenvolupar la llengua Trigedasleng per als Grounders. Jason Rothenberg va dir que era similar a l'anglès crioll. La llengua es coneix com "Trig" a la sèrie. Després de la seva feina amb llengües construïdes a *Star-Crossed*, Peterson va ser contactat pels productors de *The 100* per crear una llengua per als Grounders, una evolució de l'anglès. En el context, han passat 97 anys des de l'apocalipsi, que és un temps molt curt per a un canvi lingüístic significatiu. Per això, Peterson va proposar una evolució accelerada en què els primers Grounders utilitzaven un cant específicament per ocultar el seu discurs i diferenciar entre amics i enemics. El Trigedasleng deriva d'aquest cant i va evolucionar durant diverses generacions de supervivents de l'apocalipsi.
El 12 de març de 2020, Warner Bros. Television va aturar la producció de tots els seus espectacles a causa de la pandèmia de COVID-19, però l'escriptora Kim Shumway va confirmar que van poder completar el rodatge de la setena temporada.

### Càsting
El 28 de febrer de 2013, van ser anunciats Eliza Taylor com Clarke Griffin, la líder del grup que és enviat a la Terra; Marie Avgeropoulos com Octavia Blake, una filla nascuda il·legalment que viu captiva; Henry Ian Cusick com el regidor Marcus Kane, Bob Morley com Bellamy Blake, el germà gran d'Octavia i Eli Goree com Wells Jaha. El març de 2013, van ser anunciades les incorporacions de Paige Turc com Abby Griffin, la mare de Clarke; Isaiah Washington, com Thelonious Jaha, el líder dels supervivents; Christopher Larkin com Monty Green, qui usa la seva intel·ligència i sentit de l'humor per ajudar a Clarke i Kelly Hu com "Cece" Cartwig, la cap de comunicacions en l'estació espacial. Thomas McDonell com Finn Collins i Devon Bostick com Jasper Jordan van ser anunciats pocs dies després.